# Konsthistorisk tidskrift
Konsthistorisk tidskrift (engelska: Journal of Art History), grundad 1932, är en svensk akademisk tidskrift inom konsthistoria som ges ut av Konsthistoriska sällskapet med fyra nummer per år. 
Tidskriftens redaktionskommitté består av personer från konsthistoriska institutioner i Stockholm samt från Nationalmuseum och Moderna Museet i Stockholm.